# Campo de concentración de Sajmište

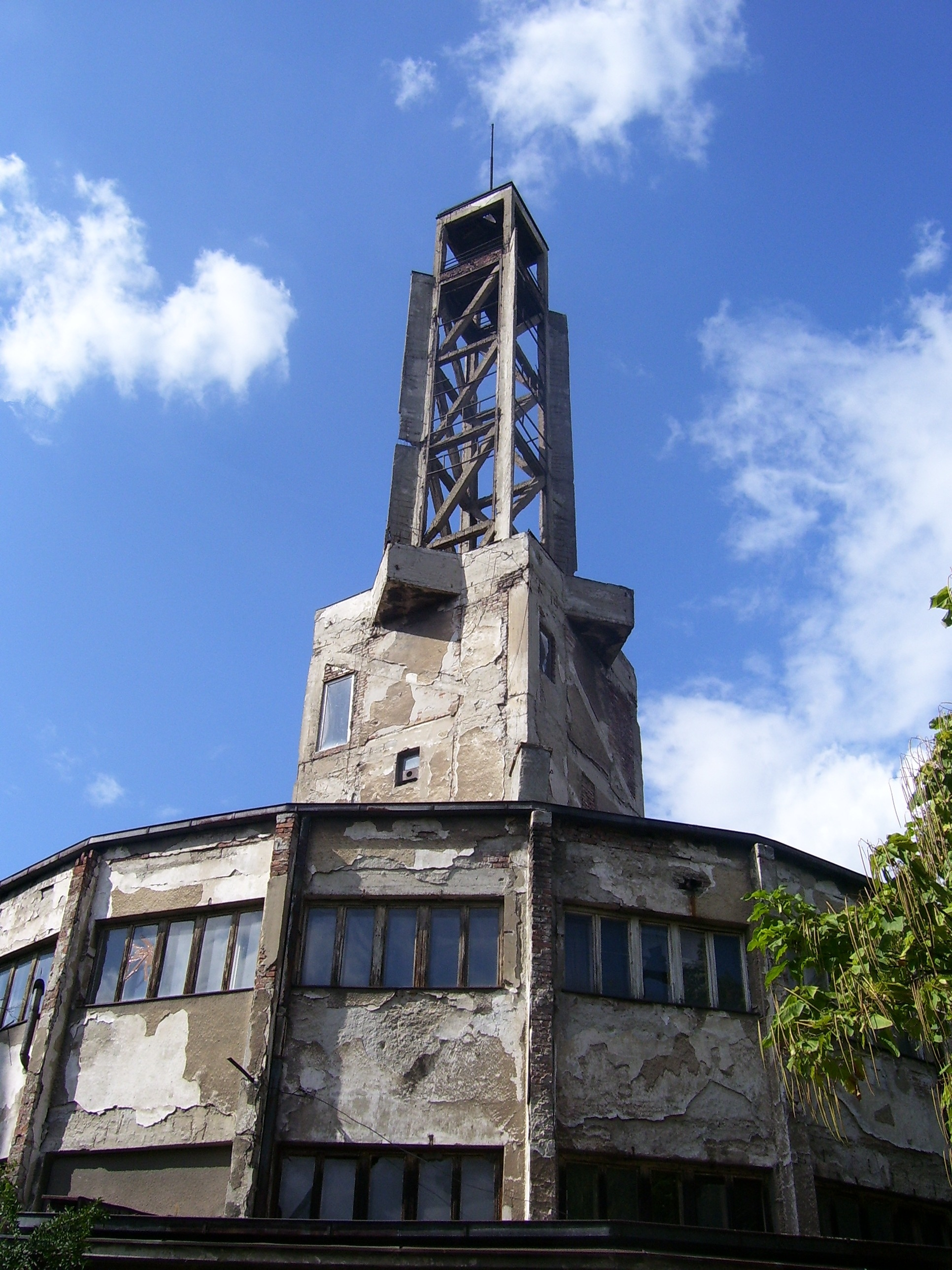
Torre central, parte del antiguo campo de concentración de Sajmište.

El campo de concentración de Sajmište (en serbio cirílico, Концентрациони логор Сајмиште) fue un campo de concentración nazi, ubicado en el Estado Independiente de Croacia en las afueras de Belgrado. Inició operaciones en diciembre de 1941 y fue clausurado en septiembre de 1944. La mayoría de judíos serbios fueron asesinados en el campo de Sajmište.

## Establecimiento
El campo de concentración fue construido en la orilla izquierda del río Sava, cerca del puente ferroviario a la entrada de Belgrado, donde se encontraba el recinto ferial (sajmište) construido en el periodo de entreguerras. Este territorio, que en esa época estaba desierto, inhabitado y pantanoso, se hallaba a varios kilómetros de Zemun y formaba parte del Estado Independiente de Croacia. Los alemanes pidieron y recibieron la aprobación de la Ustaše  para que Semlin fuera un campo de tránsito destinado para los judíos serbios.
En un inicio, Sajmište estaba casi exclusivamente destinado para miembros de la resistencia serbia, para judíos serbios y, posteriormente, para gitanos serbios y prisioneros políticos. Incluso cuando el asesinato de judíos varones estaba en marcha en el invierno de 1941, el jefe de la administración militar SS Gruppenführer Harold Turner promulgó las primeras medidas para el internamiento de mujeres y niños judíos en el campo de concentración de  Sajmište, cerca de Belgrado, e informó a sus jefes nazis: 

Trabajo preliminar para el ghetto judío de Belgrado completado. Tras la liquidación de los restantes judíos varones, ya ordenada por el comandante en Serbia, el ghetto contendrá aproximadamente a 10.000 mujeres y niños judíos.

El campo fue bombardeado accidentalmente por aviones estadounidenses durante los bombardeos aliados de 1944, causando entre 80 y 200 muertos. Durante los cuatro años de guerra en Yugoslavia, se calcula que unas 40 000 fueron asesinadas en el campo.